# 嘉治元郎
嘉治 元郎（かじ もとお、1925年8月13日 - 2011年7月23日）は、日本の経済学者。専門は経済学。東京大学名誉教授。嘉治隆一の長男。

## 人物
- 1925年 - 東京出身[1]。
- 1938年 - 東京高等師範学校附属小学校（現・筑波大学附属小学校）卒業
- 1943年 - 東京高等師範学校附属中学校（現・筑波大学附属中学校・高等学校）卒業

附属中の同期生には、石川六郎（鹿島建設名誉会長）、山本卓眞（富士通名誉会長）、森亘（元東京大学総長）、芥川也寸志（芥川龍之介の三男）などがいる。
- 1947年 - 第一高等学校卒業
- 1950年 - 東京大学経済学部卒業、同大学院特別研究奨学生となる。木村健康に師事。
- 1952年 - 東京大学教養学部助手

53-54年フルブライト奨学生としてハーヴァード大学大学院に学ぶ。55年東大専任講師、58年助教授、60-61年フルブライト研究員としてスタンフォード大学に学ぶ。68年教授、68-69年イェール大学に留学、1974年から1975年まで東京大学評議員、1978年から1979年まで東京大学教養学部長、
- 1986年 - 東大を定年退官、名誉教授、放送大学教授
- 1989年 - 同大副学長。

84-86年アメリカ学会会長。財団法人放送大学教育振興会理事、財団法人国際文化会館理事長、財団法人グルー基金理事長、財団法人アメリカ研究振興会常務理事、財団法人政策科学研究所理事、財団法人渋沢栄一記念財団理事、財団法人日本ユニセフ協会評議員、財団法人ラボ国際交流センター評議員を歴任した。
- 2011年 - 心筋梗塞のため武蔵野市の病院で死去。85歳没[1]。

## 家族
父は元朝日新聞社論説主幹の嘉治隆一、叔父は元東京大学社会科学研究所教授の嘉治真三（経済地理学）。妹は英文学者・聖心女子大学名誉教授の小堀玲子。その夫は森鴎外の孫の小堀鴎一郎。妻の嘉治佐代（1925年生）は東大経済学部卒で元郎との共訳書多数。娘嘉治美佐子は外交官。その妹の嘉治佐保子（1960年生）は慶応義塾大学経済学部教授。

## 著書

### 単著
- 現代のアメリカ経済（中公新書、1968年）
- 経済学概論 現代経済学の理解のために（旺文社、1981年、ラジオ大学講座）
- 現代の経済と経済分析（放送大学教育振興会、1985年）
- 経済発展論（放送大学教育振興会、1987年）
- 現代の経済学（放送大学教育振興会、1989年）
- 国際経済関係（東京大学出版会、1990年）
- 経済学入門（放送大学教育振興会、1990年）
- 国際経済学（放送大学教育振興会、1990年）

### 共編著
- 講座現代の経済政策 第3巻 成長過程の経済政策 川口弘共編 中央経済社 1965
- 現代の経済と技術 第5 新製品開発競争 大島恵一、岡川千勝共著 講談社 1966
- 経済成長と資源配分 岩波書店 1967
- アメリカ研究入門 斎藤眞共編 東京大学出版会 1969
- 教育と経済 第一法規出版 1970
- 現代の世界 地域研究講座 第1 北アメリカ、オーストラリア、ニュージーランド 中屋健一、斎藤眞共編 ダイヤモンド社 1970
- 現代経済学の展開 村上泰亮共編 勁草書房 1971
- アメリカ研究邦語文献目録 歴史・政治・経済 井出義光、阿部斉共編 東京大学出版会 1973
- 現代の国際金融 春秋社 1974
- アメリカ学入門 斎藤眞共編 南雲堂 1975
- アメリカの経済 輝きと翳り 弘文堂 1992.9
- 現代の経済学 新飯田宏共編著 放送大学教育振興会 1996.3

### 翻訳
- イギリス労働運動史 第3 G.D.H.コール 林健太郎、河上民雄共訳 岩波書店 1957
- 進化する経済体制 政治経済学は何を提示できるのか R.L.ハイルブローナー ダイヤモンド社 1975
- 教育の経済学 フリッツ・マハループ 春秋社 1976
- マクロ経済学 理論と政策 ウイリアム H.ブランソン 今野秀洋共訳 マグロウヒル好学社 1976
- ハイエク全集 第3巻 個人主義と経済秩序 嘉治佐代共訳 春秋社 1990.12

## 参考
- 嘉治元郎先生に聞く 聞き手:新川健三郎、滝田佳子 東京大学教養学部附属アメリカ研究資料センター 1995.3